# Soleminis
Soleminis (Solèminis in sardo) è un comune italiano di 1 880 abitanti della città metropolitana di Cagliari, situato a circa 18 km da Cagliari, lungo la strada statale SS387.

## Storia
Il territorio di Soleminis è abitato sin dall'antichità come dimostrato dalle aree archeologiche di Facc'e 'Idda, Is Calitas e Cuccuru Cresia Arta. Il paese viene citato per la prima volta nell'XI secolo; in epoca giudicale Soleminis faceva parte del giudicato di Cagliari, nella curatoria del Parteolla. A seguito della scomparsa di quest'ultimo nel 1258, passò prima al giudicato di Arborea e poi al comune di Pisa.
Dopo la conquista aragonese della Sardegna venne dato in feudo a diversi feudatari iberici ma nel XV secolo era ormai disabitato. Nel 1637 il territorio dove sorgeva venne acquistato per trentamila lire da Francesco Vico, che ebbe il titolo di marchese di Soleminis, e che lo cedette a suo nipote il quale avviò l'opera di ripopolamento del villaggio. La ripresa demografica non durò a lungo a causa dell'epidemia di peste che colpì l'isola nel 1652. Solo alcuni anni dopo, grazie alla concessione di franchigie, il centro attirò nuovi coloni che lo rivitalizzarono . Il marchesato passò per successione nel 1812 agli Amat di San Filippo, ai quali il paese fu riscattato nel 1839 con l'abolizione del sistema feudale, per diventare un comune amministrato da un sindaco e da un consiglio comunale.

## Monumenti e luoghi d'interesse

### Architetture religiose
- Parrocchia di San Giacomo
- Chiesa di Sant'Isidoro

### Architetture civili
- Casa Corda/Spada

### Siti archeologici
- Su Cuccuru de Sa Cresia Arta
- Necropoli di Is Calitas
- Facc'e 'Idda

### Aree naturali
Di rilievo il parco regionale di Mont'Arrubiu, area protetta gestita dalla Regione Sardegna.

## Società

### Evoluzione demografica
Abitanti censiti

### Lingue e dialetti
La lingua ufficiale è l'Italiano. La variante del sardo parlata a Soleminis è il campidanese occidentale.

### Tradizioni e folclore
Tra le manifestazioni più significative ci sono:
- Festa del patrono
- Festa di Sant'Isidoro e sagra delle fave

## Economia
La sua economia, prevalentemente agropastorale, è arricchita da allevamenti avicoli; la coltura principale è la vite, seguita dall'ulivo.
Sono note le cantine Pili che producono vino di alta qualità.

## Infrastrutture e trasporti

### Ferrovie
Il comune è servito dalla fermata di Soleminis, posta alla periferia sud-occidentale dell'abitato lungo la ferrovia Cagliari-Isili. Lo scalo è collegato dai treni dell'ARST, aventi capolinea a Monserrato ed Isili.